# AnnenMayKantereit
AnnenMayKantereit – niemiecki zespół rockowy, założony w 2011 roku w Kolonii.

## Historia
Zespół został założony w 2011 przez grupę przyjaciół uczęszczających razem do szkoły średniej: Christophera Annen, Henninga Maya oraz Severina Kantereita. Nazwa zespołu jest połączeniem ich nazwisk. Na początku zespół grał na ulicach Kolonii. Niektóre ich występy zostały nagrane i umieszczone na kanale na YouTube założonym w 2012 roku.
W 2013 zespół wydał niewielki album AnnenMayKantereit, nagrany częściowo na ulicy. Był on rozpowszechniany w niewielkiej liczbie kopii i nie jest obecnie dostępny.  
Od 2014 roku zespół występował na wielu trasach koncertowych i festiwalach rockowych w Niemczech, m.in. Appletree Garden Festival, the Open Flair, Reeperbahn Festival oraz Haldern Pop.
Jesienią 2015 roku zespół podpisał kontrakt z wytwórnią Universal. W październiku tego roku ukazał się ich EP Wird schon irgendwie gehen nagrany w berlińskim Hansa Tonstudio.
Pierwszy oficjalny album studyjny (Alles nix Konkretes) zespół wydał dopiero w 2016 roku. W pierwszym tygodniu po wydaniu był on najlepiej sprzedającym się albumem w Niemczech i w Austrii. Zawierał m.in. utwory Barfuß am Klavier i Pocahontas, które trafiły na niemieckie i austriackie listy przebojów.  
W 2018 roku zespół wydał swój drugi album Schlagschatten, nagrany w małym miasteczku w Hiszpanii.
W marcu 2020 roku z powodu pandemii COVID-19 zespół był zmuszony odwołać swoją trasę koncertową. W sierpniu 2020 roku zespół opuścił basista Malte Huck. W listopadzie 2020 zespół wydał swój trzeci album 12 bez wcześniejszych zapowiedzi. Album był nagrywany przez muzyków przebywających osobno z powodu pandemii.

## Twórczość
Głównym wokalistą zespołu jest Henning May, który gra również na fortepianie, ukulele i melodyce. Christopher Annen gra na gitarze, rzadziej na harmonijce, w niektórych utworach wspiera wokalnie Henninga. Severin Kantereit gra na perkusji, czasami na cajón. Do 2014 w czasie niektórych występów towarzyszył im basista Lars Lötgering. W 2014 do zespołu na dołączył basista Malte Huck. Opuścił on zespół w 2020 roku.
Utwory AnnenMayKantereit są bardzo zróżnicowane pod względem muzycznym oraz tematycznym. Wiele z nich opowiada o zakończonych już związkach członków zespołów, np. Pocahontas, Barfuß am Klavier. Utwór Oft gefragt napisany przez Maya jest podziękowaniem dla jego ojca. W jednym z wywiadów pytany o napisane przez siebie teksty Henning May powiedział, że "istotą naszej muzyki jest niezadowolenie".
Oprócz autorskich utworów nagrywanych w języku niemieckim, zespół AnnenMayKantereit jest znany również z angielskojęzycznych coverów popowych przebojów, często nagrywanych w duecie z innymi wykonawcami, m.in.  - cover utworu Can’t Get You Out of My Head Kylie Minogue nagrany wspólnie z zespołem Parcels, uzyskał ponad 60 mln wyświetleń na YouTube. Nagrany w 2019 roku wspólnie z zespołem Giant Rooks cover piosenki Tom's Diner Suzanne Vegi zdobył viralową popularność w marcu 2022 roku, uzyskując 10 mln wyświetleń na TikTok i 48 mln odsłuchań na Spotify, w związku z czym trafił na listy US Spotify Top 100 oraz Viral Charts na Spotify.

Członkowie zespołu AnnenMayKantereit
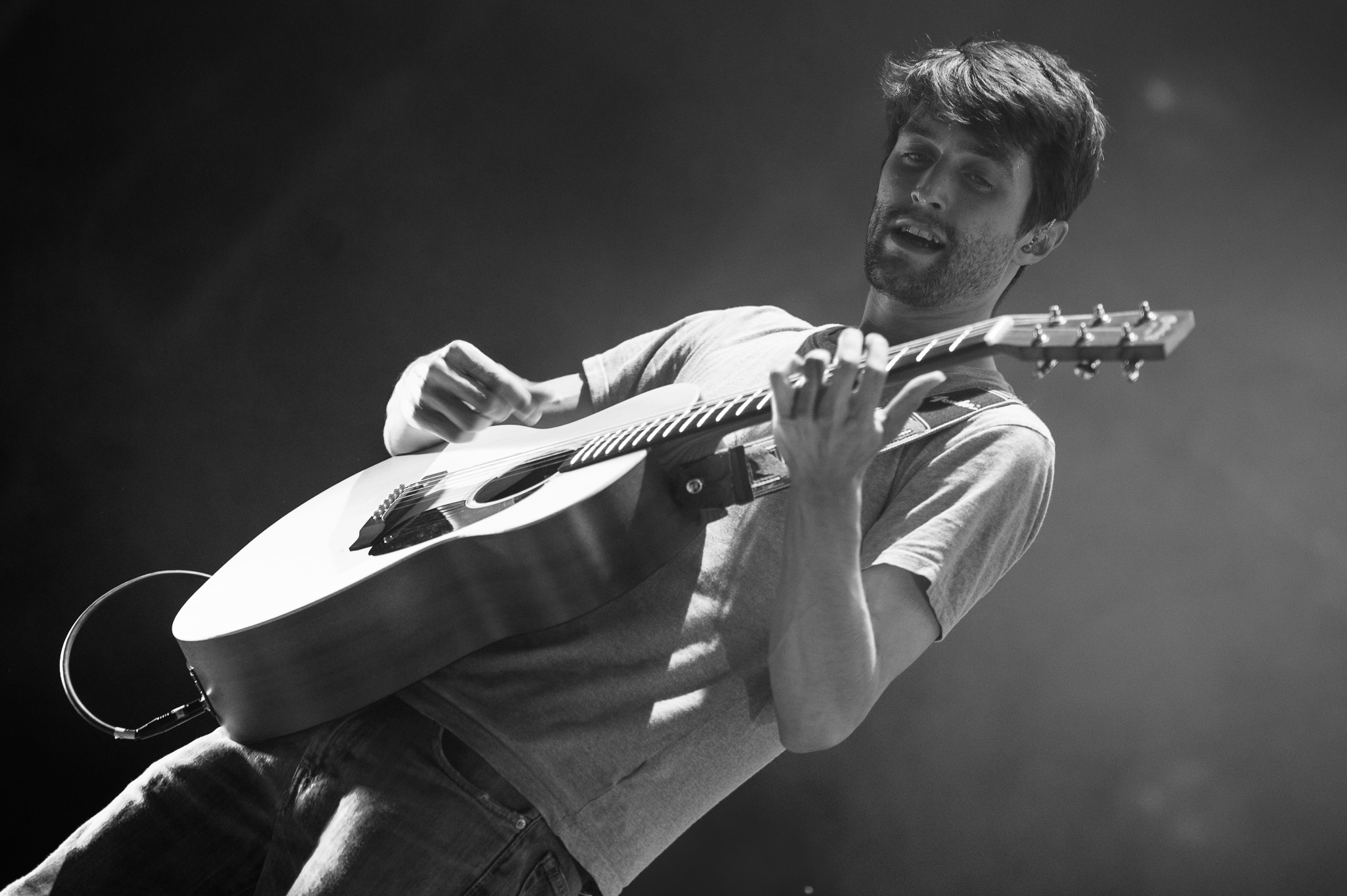
Christopher Annen
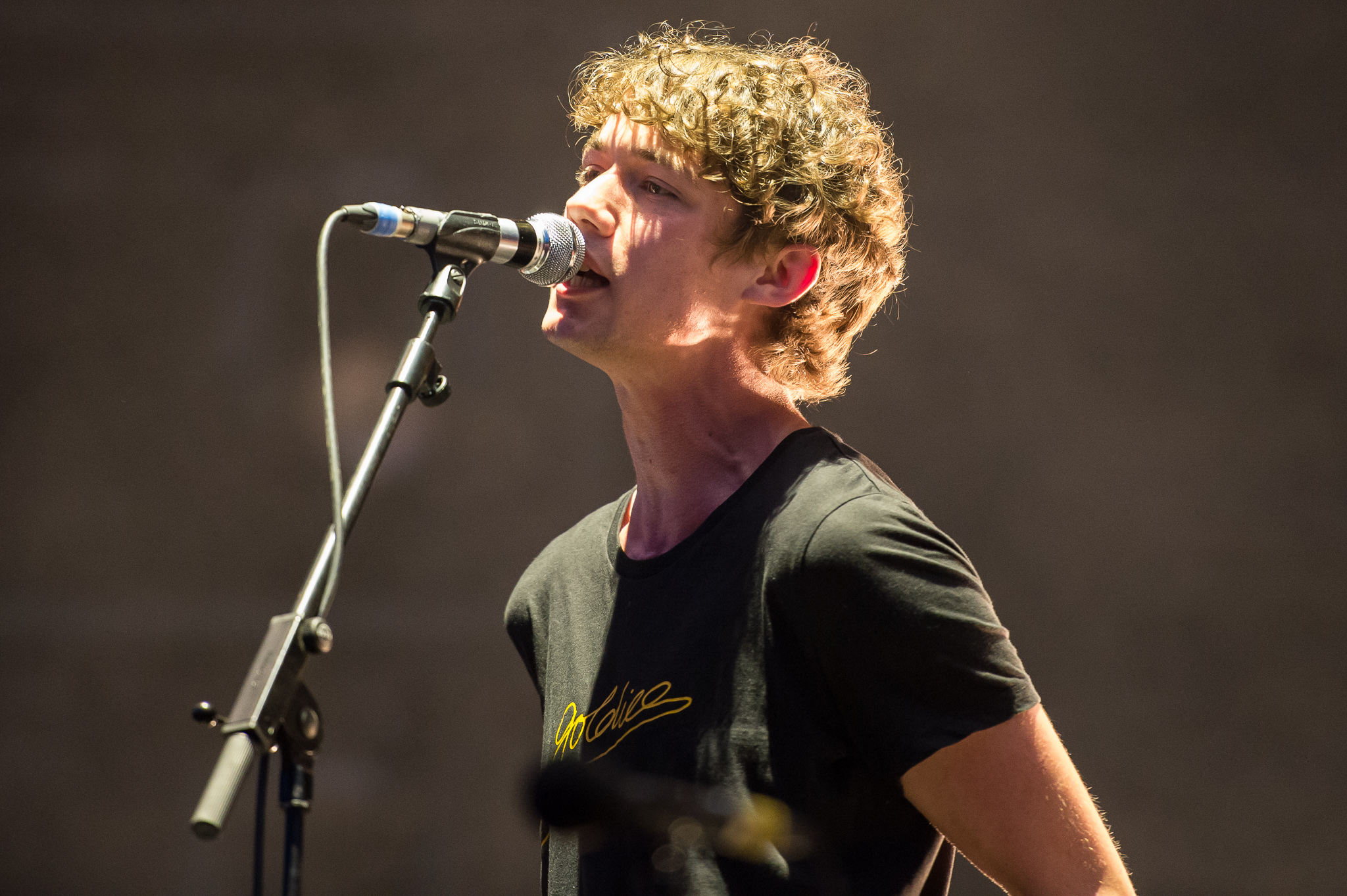
Henning May
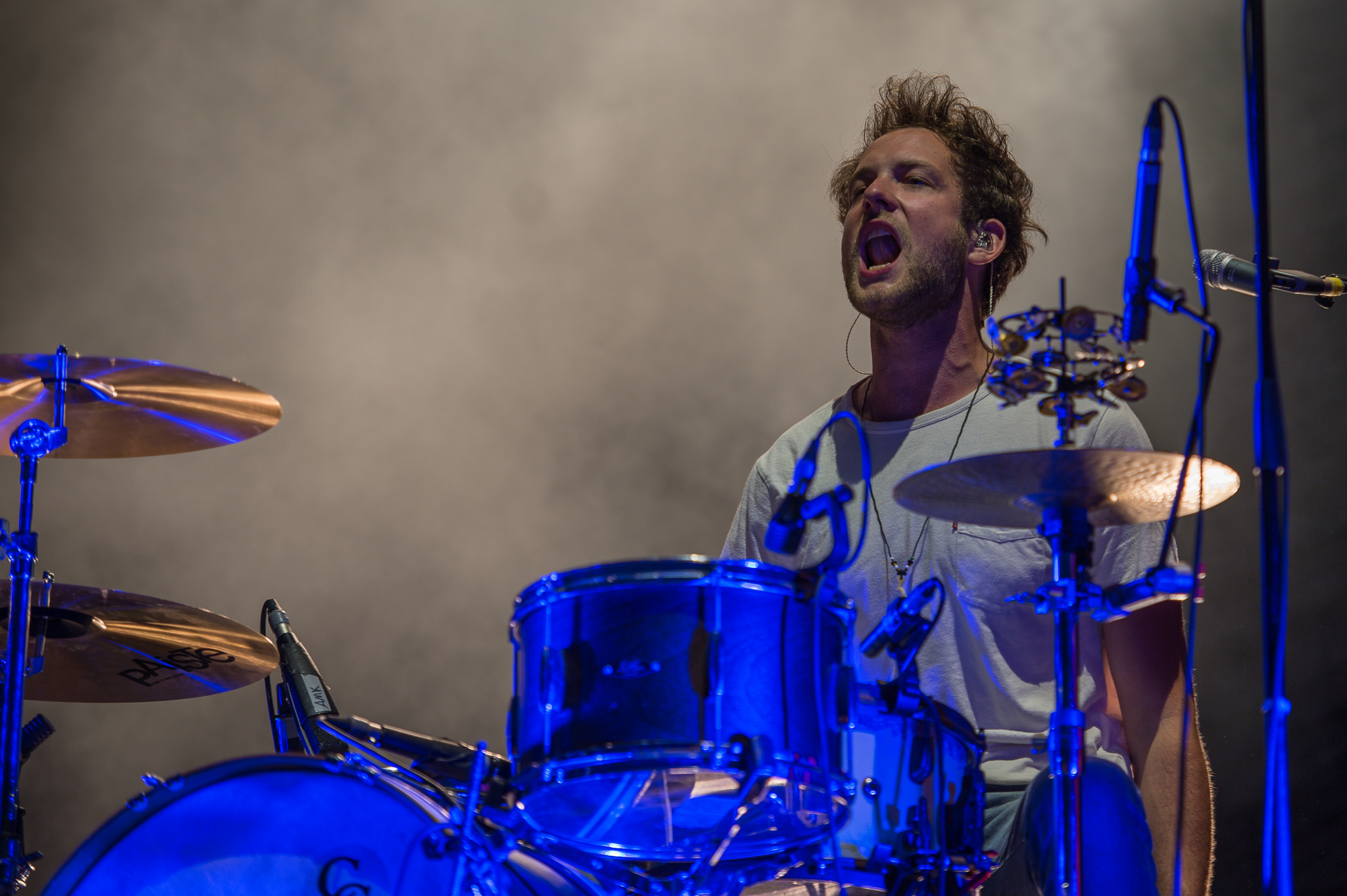
Severin Kantereit

## Dyskografia

### Albumy studyjne
- AnnenMayKantereit (2013, album nie był szeroko rozpowszechniany i nie jest obecnie dostępny)
- Alles Nix Konkretes (marzec 2016)
- Schlagschatten (grudzień 2018)
- 12 (listopad 2020)

### Minialbumy (EP)
- Wird schon irgendwie gehen (luty 2015)

### Albumy koncertowe
- AnnenMayKantereit & Freunde – Live in Berlin (2016)

### Single
- Oft Gefragt (2015)
- Pocahontas (2016)
- Barfuß am Klavier (2016)
- Marie (2018)
- Schon krass (2018)
- Ozean (2019)
- Ausgehen (2020)